# Arborophila mandellii
Az Arborophila mandellii a madarak osztályának tyúkalakúak (Galliformes) rendjébe és a fácánfélék (Phasianidae) családjába tartozó faj.

## Előfordulása
Bhután, India, Kína és Tibet területén honos. A természetes élőhelye mérsékelt övi erdők.

## Megjelenése
Testhossza 28 centiméter. Gesztenyebarna mell sávja és szürke hasa van.

## Külső hivatkozás
- Képek az interneten a fajról
- Internet Bird Collection - videók a fajról